# Člen Královské společnosti
Členství v Královské společnosti (anglicky Fellowship of the Royal Society, zkráceně FRS, ForMemRS či HonFRS) je ocenění udělované členy Královské společnosti jednotlivcům, kteří „významně přispěli ke zlepšení přírodovědného poznání, včetně matematiky, technických věd a lékařských věd“.
Členství v Královské společnosti je významnou poctou. V historii bylo uděleno mnoha významným vědcům, například Isaacu Newtonovi (1672), Michaelu Faradayovi (1824), Charlesi Darwinovi (1839), Ernestu Rutherfordovi (1903), Šrínivásovi Rámanudžanovi (1918), Albertu Einsteinovi (1921), Paulu Diracovi (1930), Winstonu Churchillovi (1941), Subrahmanyanovi Chandrasekharovi (1944), Dorothy Hodgkin (1947), Alanu Turingovi (1951), Lise Meitner (1955), Francisovi Crickovi (1959), Stephenu Hawkingovi (1974), Davidu Attenboroughovi (1983), Timu Huntovi (1991), Elizabeth Blackburn (1992), Timu Berners-Leemu (2001), Venkatramanovi Ramakrishnanovi (2003), Andre Geimu (2007), Jamesovi Dysonovi (2015), Elonu Muskovi (2018) a přibližně 8 000 dalším, včetně více než 280 nositelů Nobelovy ceny od roku 1900. K roku 2023 žije přibližně 1700 členů, z nichž přibližně 85 jsou nositelé Nobelovy ceny.
Členství v Královské společnosti bylo deníkem The Guardian označeno za „ekvivalent Oscara za celoživotní dílo“.